# Ivangorod
Ivangorod (în rusă Ивангород, în estonă Jaanilinn, în germană Johannstadt) este un oraș în partea de nord-vest a Federației Ruse, în Regiunea Leningrad, pe malul drept al râului Narva, vis-a-vis de orașul eston Narva. Punct de frontieră cu Estonia. La recensământul din 2010 avea o populație de 9797 locuitori. Orașul a fost fonat ca fortăreață în anul 1492 de către țarul Ivan al III-lea. Între anii 1581–1590 și 1612–1704 a fost controlat de către suedezi. Declarat oraș în anul 1954. Stație de cale ferată pe ruta Sankt Petersburg - Tallinn.

## Evoluția numărului de locuitori
Ivangorod - evoluția demografică

|  | Graficele sunt indisponibile din cauza unor probleme tehnice. Mai multe informații se găsesc la Phabricator și la wiki-ul MediaWiki. |

Date: Recensăminte sau birourile de statistică - grafică realizată de Wikipedia